# Philippe Boyard
Philippe François Ferdinand Pierre Boyard (* 31. Oktober 1916 in Paris; † 16. April 1969 in Paris) war ein französischer Eishockeyspieler.

## Karriere
Philippe Boyard nahm für die französische Eishockeynationalmannschaft an den Olympischen Winterspielen 1936 in Garmisch-Partenkirchen teil. Auf Vereinsebene spielte er für die Français Volants.